# Opius deiphobe
Opius deiphobe är en stekelart som beskrevs av Fischer 1970. Opius deiphobe ingår i släktet Opius och familjen bracksteklar. Inga underarter finns listade i Catalogue of Life.